# Kohnstein
Kohnstein je 334 metrů vysoký kopec v jižní části pohoří Harz v Durynsku ve Spolkové republice Německo blízko města Nordhausen. V kopci byl vytvořen těžbou vápence a sádrovce systém tunelů, který byl během druhé světové války využit jako podzemní tovární komplex Mittelwerk, kde pracovali vězni koncentračního tábora Mittelbau-Dora převážně na výrobě raket V-2 a letounových střel V-1.

## Historie
Od roku 1917 využíval podnik Badische Anilin- & Soda-Fabrik (BASF – později I.G. Farbenindustrie AG) Kohnstein k těžbě anhydritu. V roce 1935 na návrh společnosti IG Farben zkoumal státní podnik Wirtschaftliche Forschungsgesellschaft (WIFO) důl, jelikož vybudovaný systém tunelů měl sloužit německé říši v době národního socialismu jako podzemní tajné skladiště pohonných hmot. Wifo převzal doly a v červenci 1936 zahájil práci na skladech. Vládní asociace průmyslových výzkumů investovala značné úsilí do přizpůsobení a rozšíření tunelů pro uložení ropy, benzínu a chemikálií. Práce pokračovaly až do léta roku 1943, kdy byla vytvořena vysoce tajná centrální ropná rezerva. Po bombardování armádního výzkumného střediska Peenemünde v srpnu 1943, bylo rozhodnuto přesunout výrobu raket V-2 a letounových střel V-1 z Peenemünde do podzemích prostor v Kohnsteinu. Stávající systém tunelů byl přeměněn v podzemní továrnu Mittelwerke, ve které pracovali vězni koncentračního tábora Mittelbau-Dora na výrobě raket. Po skončení druhé světové války a osvobození tábora Mittelbau-Dora byl Kohnstein nejprve obsazen americkou armádou a dne 1. července 1945 předán do sovětské vojenské správy, která zničila vchody do tunelu v létě 1947. Po sjednocení Německa v roce 1990 byly tunely často vyhledávány hledači pokladů, kteří získali přístup prostřednictvím soukromého dolu na severu Kohnsteinu. Velké části systému byly zaplaveny podzemní vodou, zatímco jiné části se zhroutily. Během let 1988 – 1995 byl vykopán nový tunel do bývalé štoly A. Pro návštěvníky byl otevřen úsek 710 m dlouhého tunelu. Willi Kramer, německý archeolog a vědec, který se ponořil do tunelového systému v letech 1992 a 1998 odhadl, že bylo odcizeno 70 tun materiálu.

## Památník Mittelbau-Dora

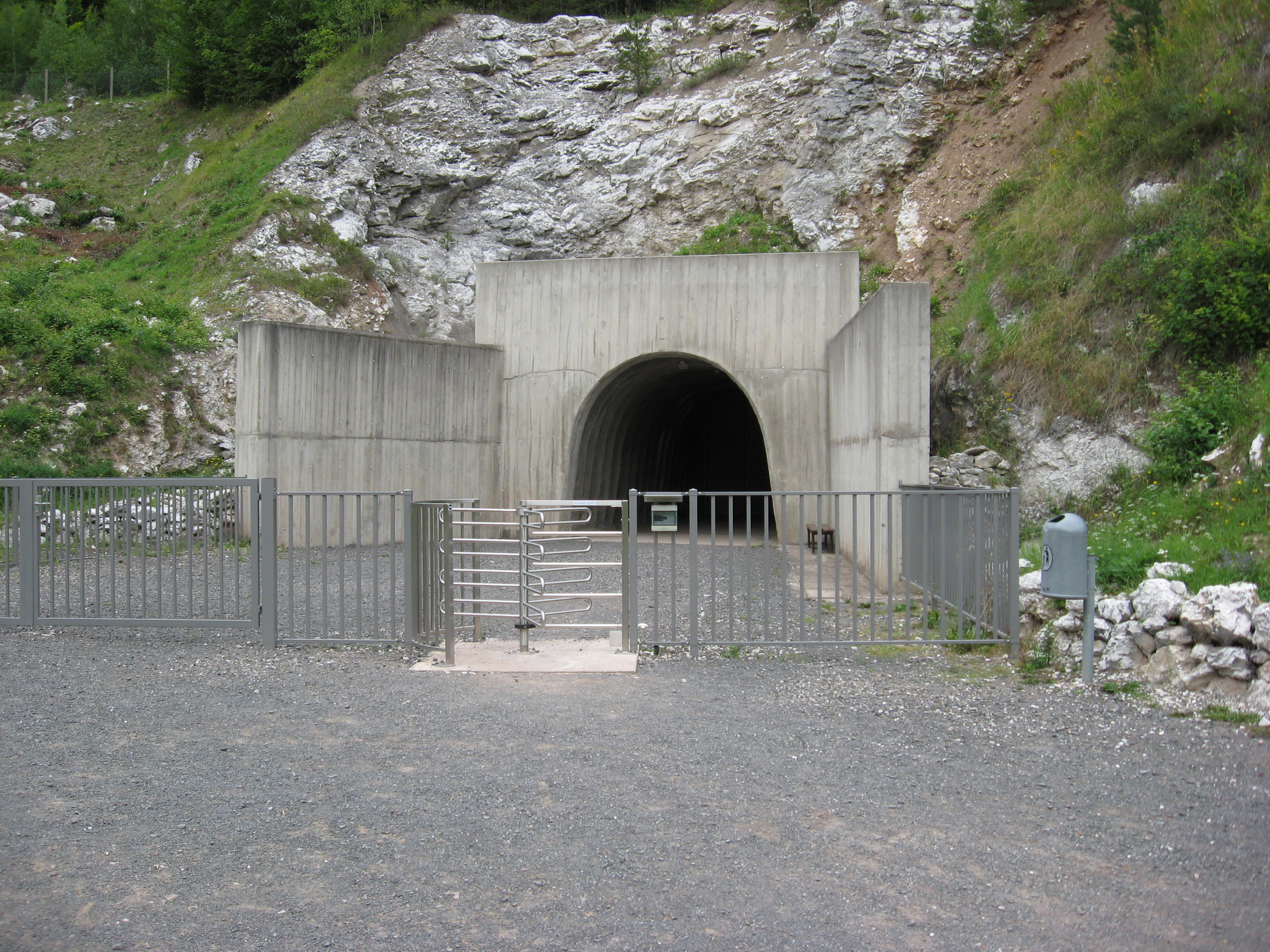
Vstup do podzemního tunelu dnes

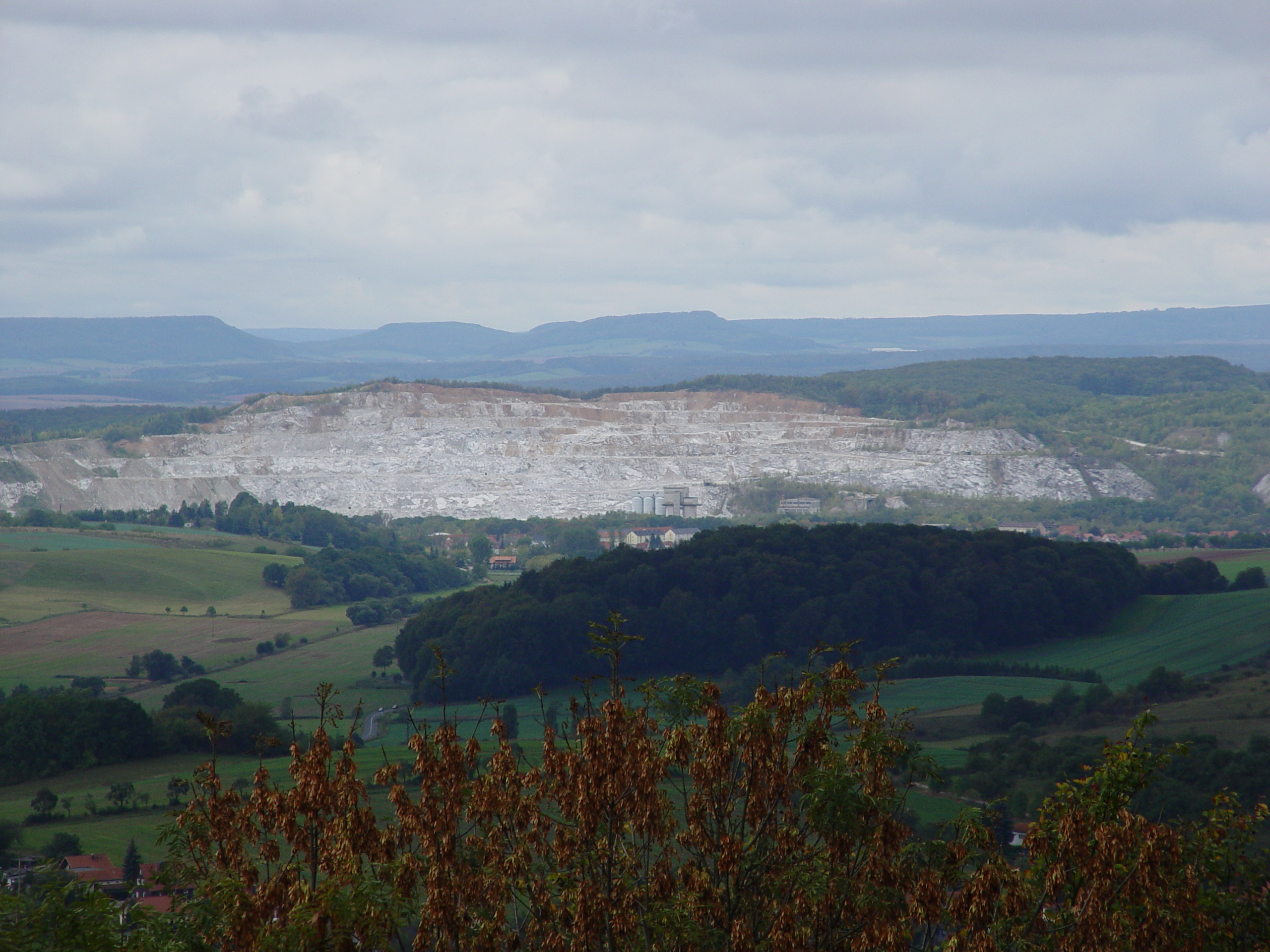
Těžba na Kohnsteinu

V roce 1991 byla zpřístupněna část podzemních tunelů jako součást památníku koncentračního tábora Mittelbau-Dora.